# Razem. Sojusz Lewicy
Razem. Sojusz Lewicy (lit. KArtu. Kairiųjų aljansas) – lewicowa partia polityczna na Litwie, założona 1 maja 2024. Początkowo istniała jako bezpartyjny ruch polityczny utworzony w 2022.

## Historia
Sojusz Lewicy został powołany do życia w 2022 w formie manifestu podpisanego przez ponad dwudziestu działaczy politycznych, w tym ludzi kultury, artystów oraz członków Litewskiej Partii Socjaldemokratycznej i Litewskiego Związku Rolników i Zielonych. W swoim manifeście Sojusz Lewicy krytykował scenę polityczną Litwy za brak „progresywnej partii lewicowej” oraz zarzucał socjaldemokratom niewierność wobec ich własnego programu oraz zdradę wartości lewicowych.
Jednym z założycieli ruchu był Andrius Bielskis – działacz zaangażowany w tworzenie „alternatywnej lewicy” już od 2007, główny ideolog i współtwórca krótkotrwałego ruchu Naujoji kairė 95.
W lutym 2022 ruch zorganizował pikietę w solidarności ze strajkiem w zakładach chemicznych Achema. W kontekście toczącej się debaty o ustawie o związkach partnerskich osób tej samej płci, wyraził poparcie dla natychmiastowej legalizacji takich związków.
12 stycznia 2024 ruch został jednym z członków-założycieli Sojuszu Zielonej Lewicy Europy Środkowo-Wschodniej (ang. Central-Eastern European Green Left Alliance, CEEGLA), wspólnie z organizacjami: Razem (Polska), Partia Demokracji i Solidarności (Rumunia), Przyszłość (Czechy), Ruch Społeczny (Ukraina) oraz Ruch Iskry (Węgry).
Partia została oficjalnie zarejestrowana 1 maja 2024 w Wilnie. Na przewodniczącą wybrano Jolantę Bielskienė, byłą członkinię Litewskiej Partii Socjaldemokratycznej.

## Program
KArtu prezentuje się jako lewicowa partia stanowiąca „alternatywę wobec dominującej, wyłącznie prawicowej polityki oraz doktryny neoliberalnego kapitalizmu”. Wśród jej kluczowych postulatów znajdują się:
- skrócenie tygodnia pracy – najpierw do 32 godzin, a docelowo do 28 godzin,
- wspieranie rozwoju związków zawodowych,
- wprowadzenie progresywnych podatków dla korporacji, przedsiębiorstw i właścicieli wynajmujących nieruchomości o wysokich dochodach,
- obniżenie cen żywności,
- uregulowanie rynku mieszkaniowego poprzez wprowadzenie limitów czynszów,
- rozszerzenie praw kobiet i osób LGBT+[7],
- promowanie demokracji gospodarczej poprzez rozwój spółdzielni pracowniczych jako alternatywy dla prywatnej własności[8].

Partia popiera członkostwo Litwy w NATO i Unii Europejskiej oraz opowiada się za wzmacnianiem obronności narodowej. W kontekście wojny rosyjsko-ukraińskiej wspiera Ukrainę oraz, we współpracy ze Związkiem Zawodowym „1 Maja”, domaga się umorzenia ukraińskiego zadłużenia, zaostrzenia sankcji wobec Rosji oraz wsparcia dla ukraińskiego ruchu pracowniczego.
W polityce zagranicznej partia potępia działania Izraela wobec Palestyńczyków i popiera rozwiązanie dwupaństwowe oparte na granicach z 1967.